# La noche de las gaviotas
La noche de las gaviotas (en Estados Unidos The Blind Dead 4 e internacionalmente Night of the Seagulls) es una película española de terror escrita y dirigida por Amando de Ossorio. Se trata de la cuarta y última película de la tetralogía dedicada a los Caballeros Templarios zombis, uno de los tres arquetipos del fantaterror, tras La noche del terror ciego (1971), El ataque de los muertos sin ojos (1973) y El buque maldito (1974).

## Sinopsis
La acción empieza en la época medieval mostrando a un grupo de caballeros templarios mientras hacen sacrificios satánicos. A continuación, en la época actual, un doctor y su esposa se instalan en un viejo pueblo costero. Recibidos con frialdad por los lugareños poco después descubren un extraño ritual que los habitantes practican y que supone el sacrificio de una joven mujer. A resultas de esa acción los caballeros templarios zombis vuelven a la vida y comienzan a perseguir y tratar de matar a la gente.

## Reparto
- Victor Petit - Henry Stein
- María Kosty - Joan Stein
- Sandra Mozarowsky - Lucy
- José Antonio Calvo - Teddy
- Julia Saly - Tilda Flanagan
- Javier de Rivera - Doctor